# Diego Íñiguez de Abarca
Diego Iniguez de Abarca (Sangüesa, ... – Madrid, 1695) è stato un presbitero e politico spagnolo.

## Biografia
Discendente di un'antica famiglia originaria dell'Aragona, Diego Iniguez de Abarca nacque a Sangüesa nel Seicento. Suo fratello José Iniguez de Abarca divenne priore di Roncisvalle.
Studiò diritto canonico presso l'Università di Saragozza, passando dal 1653 all'università di Salamanca ove ottenne infine la laurea in giurisprudenza, divenendo poi professore di decretali. Da ecclesiastico, nel 1662, ottenne la carica di vicario generale della diocesi di Salamanca. Nel 1665 venne assegnato quale giudice ordinario e apostolico presso l'Università di Salamanca e divenne consigliere del magistrato cittadino.
Nominato presidente della Grande Corte di Navarra dal 5 ottobre 1667, il 20 novembre 1684 divenne presidente della Gran Corte di Madrid, carica che ricoprì sino all'agosto del 1686. Si portò quindi a Milano per ricoprire la carica di gran cancelliere del ducato per poi tornare in Spagna dal 1686 al 1691, per poi ricoprire la carica di reggente del consiglio d'Italia che mantenne sino alla propria morte.
Ebbe un solo contrasto con Carlo II di Spagna nel 1692 quando il sovrano tentò di sopprimere la Cámara de Comptos de Navarra e la città di Pamplona chiese aiuto all'Iniguez per dirimere la questione legale.